# やんちゃブギ
『やんちゃブギ』は、しのはら勉作、射駒タケシ監修による日本の漫画。
『パチスロ7』（蒼竜社）にて1998年12月号より不定期連載していたが、本誌が2020年に休刊にともない連載終了。
本項ではシリーズ作の『やんちゃ外伝』についても記述する。

## 作品解説
実在する誌上のパチスロプロ、射駒タケシの高校時代から誌上プロデビュー、カリスマライターとして活躍するまでを描く。なお、高校時代から東京に出るまでを『やんちゃ外伝』、東京に進出してから現在に至るまでが『やんちゃブギ』で描かれている。
第21集まで紙コミックスで出版されていたが、第22集以降は電子書籍のみの出版となった。

## 主要登場人物
射駒タケシ
本作の主人公。大阪府枚方市育ち。高校時代からいわゆる不良グループに属して連れ合いのマコト、ユウスケとともに「やんちゃ」を繰り返していた。本来18歳未満立ち入り禁止であるパチンコ店にも出入りして当初満足にできなかった目押しなどの技術を向上させていく。トラブルを繰り返しながらも周囲の支えもあり高校を卒業し、一度は職に就くが、『クランキーコンドル』でパチスロで安定して稼ぐ自信をつけたことと、知人から誘われたバンド活動に加わり、プロデビューを目指すために退職する。しかしバンドはすぐに解散してしまい、東京へ出るが、目標のないままパチスロで日銭を稼ぐ毎日を繰り返していた。そんな中、『パチスロ7』編集部へライター志望の連絡をし、一度は（誤解により）すげなく断られるが、自慢の目押しを披露したことにより一転採用される。ホールで知り合った洋介やメガネと付き合う一方、誌上でも徐々に名が知られ、カリスマライターとして人気を博す。口癖は「アッツイで〜」。
洋介
タケシの東京でのホール仲間第一号。タケシと張り合い、『ハナビ』で目押し勝負を挑むが、タケシの実力が自分より上である事を認める。タケシとは気の置けない仲間であることは変らないが、知り合った当初のタメ口から徐々にスロットの先達として尊敬したためか「さん」づけで呼ぶようになった。上杉彩と交際を経て結婚したことを機に、スロプロから引退。タクシー運転手として就職し、スロットは趣味打ちで楽しんでいる。
メガネ
タケシのホール仲間。あだなの通りメガネをかけている。本名は伊集院カオルで、大柄な体躯に似つかわしくなかったためタケシらに笑われる。出会った当初は勝敗には特にシビアで、コイン一枚も無駄にせず、あらゆる台のデータを持ち歩いていただけでなく、時にはタケシが許せない行為まで行っていたが、その理由は親に仕送りをするためである。その後、タケシたちと打ち解けて情報を融通しあう仲になるが、勝負にこだわる姿勢は変らず、せっかくの演出も見ないこともしばしばである。初めは仏頂面でにこりともしないほどだったが、徐々に角が取れてゆき、コミカルな面が強調されるようになった。タケシのことを名前で呼ばず、もっぱら「アッツイで〜の兄ちゃん」または単に「アッツイで〜」と呼ぶ。女性に弱い。
石川ハヤト
タケシのホール仲間。5号機世代の申し子。互いに飲み屋の隣同士の席で『パチスロ戦国無双』について語り合っていた時、偶然意見が一致したことで意気投合するもすぐに仲違いしてしまう。しかし、ハヤトのスロットに対する態度が単なる遊びではないことを知ってタケシが見直し、以後はスロプロを引退した洋介に代わってタケシとともにスロットを打つことが多くなった。年長者にもかかわらずタケシのことを「タケちゃん」と気安く呼ぶ。
ヤス
メガネの後輩。お調子者で、目先の利益に釣られやすく、パチンコ店から送られたメールの内容も嘘か真かを確認する前に信じ込んでしまっていた。一方でタケシやメガネが行う日頃の努力や地味な立ち回りを小馬鹿にしており、出会った時は『ミリオンゴッド』にはまっていた。しかし、大敗を喫して行く先を危惧したメガネにさとされ、タケシに叱責されてから少しずつ意見を受け入れるようになる。ただ、その後も立ち回りの甘さは抜けきれていない。一方でフットワークの軽さと広い情報網を活かして、タケシらも知らない情報を手に入れることもあり、思わぬ役に立つこともある。
コージ
タケシのスロ仲間だったが、就職した後は趣味打ちに留めている。時折懐事情が厳しくなった時にタケシに相談し、情報を得て対処するのが定番。
上杉彩
洋介と出会い、交際を始めた当初、彼やタケシには隠していたが実は男勝りな性格で、パチンコ店にも入り浸っていたほどのスロ好き。「スロットを打たない女性の方がいい」という洋介に合わせて無知な振りをしていたが、タケシから説得されて洋介に告白。以後は遠慮せず打っていた。就職を経て洋介と結婚する。知識や腕も相当なもので、簡単にビタ押しを決めている。
ニィやん
タケシの実兄。タケシと同じく東京へ出て就職、結婚して一児を儲ける。スロットは学生時代にタケシとよく打っていたが、東京へ出てからは縁遠かった。「知識や技術はどうでもよく、引きさえあればなんとかなる」と考えている。会社内では「あの射駒タケシは自分の弟」と言いふらしているが、あまり信じてもらえていない様子。
カナ
コンビニでアルバイトをしていた時に勘違いでタケシとトラブルを起こしてしまう。その後パチンコ店で知り合い、打ち解けた後は並んで打つことが多かった。その後デザイナーになる夢を叶えるため、アルバイトを掛け持ちして資金を貯め、留学する。目押しに自信が無く、タケシたちに頼みがちだったが、留学前に打った最後の実戦でビタ押しによるフラグ判別に挑戦。見事成功して心置きなく旅立っていった。
高木MAX
『パチスロ7』のスタッフ。タケシと気が合うようで、公私とも付き合いが深い。「ごちスロ」では編集長を怒らせてまで出張先に居残り、スロットを打っていた。
イトー
『パチスロ7』のスタッフ。気弱な性格。連れ打ちしている時にはタケシからのアドバイスを守れず熱くなってしまい、気づいた時には取り返しがつかないほど投資額がかさんでいることも。
嵐
『パチスロ7』のスタッフ。気分が盛り上がると脱ぎたがる癖がある。

### やんちゃ外伝
マコト
高校の友達。自分を大きく見せる癖があり、代打ちを頼まれた時に勝手にコインを自分のものにしてしまい、トラブルになったことも。ヨーコのことが気になるが、タケシに遠慮して告白せずじまいだった。『やんちゃブギ』にも登場、電機会社に就職はしたものの社会人の息苦しさに悩んでいたが、タケシと連れ立ってスロットを打ち、解放された。
ユウスケ
高校の友達。カズマとは中学時代が一緒で、柔道部の主将を務めていた。お好み焼き屋でアルバイトをしている。『やんちゃブギ』にも登場し、ビルのテナントとしてお好み焼き屋を営む。
ヨーコ
高校の友達。曲がったことが大嫌いな性格。タケシのことは気にかけているが、付き合うという段階には至らなかった。
カズマ
高校の友達。ユウスケとは中学時代が一緒で、柔道部の副将を務めていた。暴力団を騙ったグループに騙されていた事件をタケシらが解決したことで付き合いを深める。
こぶ平
高校の担任。見た目が「林家こぶ平」にそっくりだったためのあだ名。愛嬌のある風貌ながら、生徒指導は厳しい。しかし、それは生徒を思ってのものであり、タケシを突き放そうとしたマコトとユウスケに対して、「自分は敵役になってもお前たちまでそうなったらいけない」と言い聞かせる。実はスロットに目が無く、熱中しすぎた時はパチンコ店内にいたタケシらにも気づかないほど。『やんちゃブギ』にも登場し、まだ教師を続けておりタケシのことを誇りにしていることを伝えた。
BMのニィやん
タケシらの高校時代のスロットの師とも言える存在。常にBMWでパチンコ店の駐車場に乗りつけることからこう読んでいる（のちにタケシらが知った本名は「中村雅也」）。スロットに関する知識や技術は抜群で負け知らず、さらにマンションで彼女と同棲生活を送るなどタケシらはうらやんでいたが、ある日から常連のホールの方針が変わったことで事態が急変。加えて友達の借金の保証人になっていたこと、返済が遅れて取立てが厳しくなってきたことなどの実情をタケシたちに明かした。一発逆転を狙ってセット打法に手を出すことを決意してタケシたちの前から姿を消すが、裏組織にばれ、ボコボコにされたという噂が流れていた。のちに大阪に戻り、その目押しの正確性から「ターミネーター」と呼ばれていたが、自信過剰になっていたタケシの前にサングラスをかけて姿を現し、目押し勝負を挑む。貫禄ちした後にタケシが以前とは見違えるほど上達したことを賞賛し、正体を明かした。
松ちゃん
タケシに『ニューパルサー』の減算値を教え、技術介入だけでなく知識の面で大きな影響を与える。当初はタケシを無知だとして小馬鹿にしていたが、目押しのテクニックを目の当たりにしてからは心強い味方として見直していた。本名は松田。離婚した元妻の間に一児を儲けている。スロットを始めてから安定するノーマルものしか打っていなかったため、裏モノを打つ必要に迫られていた時は躊躇していた。山口とは高校時代の先輩後輩の仲。
正木社長
先輩の車を廃車にしてしまい、弁償を迫られたタケシが苦し紛れにコインを奪って自分のものにしようと考えた時、たまたま手に取った台の打ち手。タケシは覚えていなかったが、彼から目押しを頼まれていたことがあり、告知機能がなくリーチ目を察知するしかない台でいきなりボーナスを揃えるタケシを「神業のニイちゃん」と呼んで尊敬していた。その後、事情を話したタケシを吉田とともに雇い、浪費がちな二人の金銭管理も行う。タケシがバンドのメジャーデビューを目指して退職すると申し出た時は、「夢があって辞める奴は止めん」と話し、積立金のほかに20万円をつけて快く送り出した。
吉田
元々はタケシが新規開拓に訪れたパチンコ店の常連。縄張り外の店へ変装して訪れた後、変装がばれた時に平身低頭して謝るなど、強面な風貌に反して気は小さい。のちにタケシとともに正木社長の会社に就職する。
山口健太
タケシの大阪でのスロ仲間。あだ名は「ぐっさん」。「自分こそがホールの中で一番うまい」と思っていたが、タケシの目押しテクニックを見て白旗を揚げる。高校時代は松田と組み、「阪西工の爆弾コンビ」と呼ばれ、怖れられていた。タケシの腕は尊敬しているが、それ以上に松田に敬慕の念を抱いており、タケシが松田のことを呼び捨てにするのは気に入らない様子。

## 登場する機種
登場人物が実際にプレイしている台のみ記載。
やんちゃブギ
- ハナビ[2]
- ビーマックス[3]
- アレックス[4]
- アステカ[5]
- スーパースターダスト2[6]
- 大花火[7][8][9]
- グランシエル[10]
- アラベスク[11]
- デルソル2[12]
- ディスクアップ[13]
- ドンちゃん2[14]
- エイトマン[15]
- ナイツ[16]
- ハードボイルド2[17][18]
- 獣王[19]
- コンチ4X[20]
- スーパーリノ[21]
- パチスロ ゴルゴ13[22]
- サンダーVII[23]
- サラリーマン金太郎[24]
- オオタコスロ2[25]
- バベル[26]
- 不二子2[27]
- ネオプラネットXX[28][29]
- イレグイ[30]
- ハイパージャグラーV[31]
- 猛獣王[32]
- 花火百景E[33]
- 賞金首[34]
- メフィスト[35]
- アントニオ猪木という名のパチスロ機[36]
- ネオマジックパルサーXX[37]
- スーパーブラックジャック[38]
- 北斗の拳[39][40][41]
- サンダーバード3[42]
- アントニオ猪木自身がパチスロ機[43]
- デカダン[44]
- シンドバッドアドベンチャーは榎本加奈子でどうですか[45]
- 吉宗[46][47]
- 主役は銭形[48][49]
- 巨人の星II[50][51]
- ボンバーパワフル[52]
- ガッツだ!! 森の石松[53]
- 闘神雷電花田勝[54]
- 鬼浜爆走愚連隊[55][56]
- 押忍!番長[57][58][59]
- 緒に武者3[60][61]
- 新世紀エヴァンゲリオン[62]
- アラジン2エボリューション[63]
- 巨人の星III[61]
- 俺の空[64]
- モグモグ風林火山[65]
- クランキーコンドルX[66]
- サンダーVスペシャル[67]
- リングにかけろ1[66][68]
- ダンス☆マン[58]
- マーベルヒーローズ[69]
- カリビアンクイーン[70]
- 俺の名はルパン三世[71]
- パチスロ哲也〜雀聖と呼ばれた男〜[72][73]
- パチスロ戦国無双[74]
- マッハGOGOGO2[75]
- パチスロ機動戦士ガンダムII 〜哀・戦士編〜[76]
- ラブリージャグラー[77]
- パチスロバイオハザード[78]
- 新世紀エヴァンゲリオン 〜まごころを、君に〜[79]
- ハードボイルド -グリフォンの幻影-[80]
- 悪魔城ドラキュラ[81]
- 新世紀エヴァンゲリオン 〜約束の時〜[82]
- 緑ドン[83]
- めぞん一刻〜あなたに会えて、本当によかった〜[84]
- パチスロ交響詩篇エウレカセブン[85]
- マジカルハロウィン2[86]
- 新鬼武者[87]
- 押忍!操[88]
- パチスロ蒼天の拳[89]
- ルパン三世 ルパン一族の秘宝[90]
- 緑ドン VIVA!情熱南米編[91][92]
- アントニオ猪木が元気にするパチスロ機[93]
- 超時空要塞マクロス[94]
- 創聖のアクエリオン[95]
- ドラゴンギャル 〜ルーと伝説の黄金龍〜[92]
- パチスロモンキーターン[96]
- 旋風の用心棒 胡蝶の記憶[97]
- 押忍!番長2[98][99]
- BLACK LAGOON[100]
- パチスロ鉄拳2nd[101]
- めぞん一刻 〜夏色の風と〜[102]
- バジリスクII 〜甲賀忍法帖〜[103]
- ぱちスロAKB48[104]
- 学園黙示録 HIGHSCHOOL OF THE DEAD[105]
- ウルトラマンウォーズ -M78星雲の光-[106]
- パチスロ交響詩篇エウレカセブン2[107]
- SLOT魔法少女まどか☆マギカ[108]
- パチスロ輪廻のラグランジェ[109]
- バジリスク〜甲賀忍法帖〜絆[110]

やんちゃ外伝
- ファイヤーバード7U[111]
- パルサーXXΣ[112]
- スーパーセブン[113]
- バニーガール[114]
- アラジン[115]
- アニマル[116]
- リバティーベルIII[117]
- コンチネンタルI[118]
- ビッグバン[119]
- リノ[120]
- スーパープラネット[121]
- コンチネンタルIII[122]
- アラジンII[123]
- サファリラリー[124]
- ワイルドキャッツ[125]
- グレートハンター[126]
- スーパーバニーガール[127]
- コンチネンタルII[128]
- ニューパルサー[129]
- ウイリーチャンプ[130]
- ビガー[131][132]
- トライアンフ[133]
- ドラゴンエース[134]
- クランキーコンドル[135][136]
- ゲッターマウス[137]
- タコスロ[138]

## 既刊一覧
『やんちゃ外伝』の一部はコミックに未収録のエピソードもある。
- しのはら勉『やんちゃブギ』綜合図書〈ドンキーコミックス〉、1998年10月20日。ISBN 4-915450-29-5。
- しのはら勉『やんちゃブギ 新装編』綜合図書〈ドンキーコミックス〉、2000年12月25日。ISBN 4-915450-34-1。
- しのはら勉『やんちゃブギ 友情編』綜合図書〈ドンキーコミックス〉、2001年9月10日。ISBN 4-915450-36-8。
- しのはら勉『やんちゃブギ 帰郷編』綜合図書〈ドンキーコミックス〉、2002年3月20日。ISBN 4-915450-40-6。
- しのはら勉『やんちゃブギ 攻略編』綜合図書〈ドンキーコミックス〉、2002年12月10日。ISBN 4-915450-47-3。
- しのはら勉『やんちゃブギ 解析編』綜合図書〈ドンキーコミックス〉、2003年7月10日。ISBN 4-915450-55-4。
- しのはら勉『やんちゃブギ 飛翔編』綜合図書〈ドンキーコミックス〉、2004年5月20日。ISBN 4-915450-62-7。
- しのはら勉『やんちゃブギ 閃光編』綜合図書〈ドンキーコミックス〉、2004年8月10日。ISBN 4-915450-66-X。
- しのはら勉『やんちゃブギ 猛進編』綜合図書〈ドンキーコミックス〉、2005年3月20日。ISBN 4-915450-72-4。
- しのはら勉『やんちゃブギ 快心編』綜合図書〈ドンキーコミックス〉、2005年10月5日。ISBN 4-915450-75-9。
- しのはら勉『やんちゃブギ 挑戦編』綜合図書〈ドンキーコミックス〉、2006年8月20日。ISBN 4-915450-85-6。
- しのはら勉『やんちゃブギ 継承編』綜合図書〈ドンキーコミックス〉、2007年3月10日。ISBN 978-4-915450-90-7。
- しのはら勉『やんちゃブギ 一撃編』綜合図書〈ドンキーコミックス〉、2007年8月5日。ISBN 978-4-86298-004-5。
- しのはら勉『やんちゃブギ 情熱編』綜合図書〈ドンキーコミックス〉、2008年5月20日。ISBN 978-4-86298-018-2。
- しのはら勉『やんちゃブギ 開眼編』綜合図書〈ドンキーコミックス〉、2009年4月20日。ISBN 978-4-86298-040-3。
- しのはら勉『やんちゃブギ 爆勝編』綜合図書〈ドンキーコミックス〉、2010年4月20日。ISBN 978-4-86298-049-6。
- しのはら勉『やんちゃブギ 勇猛編』綜合図書〈ドンキーコミックス〉、2011年1月25日。ISBN 978-4-86298-055-7。
- しのはら勉『やんちゃブギ 銀魂編』綜合図書〈ドンキーコミックス〉、2011年12月20日。ISBN 978-4-86298-070-0。
- しのはら勉『やんちゃブギ 漢気編』綜合図書〈ドンキーコミックス〉、2012年10月15日。ISBN 978-4-86298-082-3。
- しのはら勉『やんちゃブギ 爆乗編』綜合図書〈ドンキーコミックス〉、2013年8月1日。ISBN 978-4-86298-099-1。
- しのはら勉『やんちゃブギ 回天編』綜合図書〈ドンキーコミックス〉、2014年7月20日。ISBN 978-4-86298-137-0。
- やんちゃブギ　第22集　バジリスク絆編
- やんちゃブギ　第23集　ハーデス編
- やんちゃブギ　第24集　北斗強敵編
- やんちゃブギ　第25集　SLOT魔法少女まどか☆マギカ2編
- やんちゃブギ　第26集　押忍！番長3編
- やんちゃブギ　第27集　ディスクアップ編
- やんちゃブギ　第28集　モンハン月下編
- やんちゃブギ　第29集　Re:ゼロ編

やんちゃ外伝
- しのはら勉『やんちゃ外伝 青春出発編』綜合図書〈ドンキーコミックス〉、2002年5月25日。ISBN 4-915450-41-4。
- しのはら勉『やんちゃ外伝 青春激闘編』綜合図書〈ドンキーコミックス〉、2003年1月1日。ISBN 4-915450-48-1。
- しのはら勉『やんちゃ外伝 青春熱風編』綜合図書〈ドンキーコミックス〉、2004年1月10日。ISBN 4-915450-61-9。
- しのはら勉『やんちゃ外伝 青春上等編』綜合図書〈ドンキーコミックス〉、2005年1月5日。ISBN 4-915450-71-6。
- しのはら勉『やんちゃ外伝 青春爆走編』綜合図書〈ドンキーコミックス〉、2006年4月1日。ISBN 4-915450-79-1。
- しのはら勉『やんちゃ外伝 青春コンドル編』綜合図書〈ドンキーコミックス〉、2007年7月20日。ISBN 978-4-86298-003-8。
- しのはら勉『やんちゃ外伝 青春タコスロ編』綜合図書〈ドンキーコミックス〉、2008年12月15日。ISBN 978-4-86298-033-5。